# Сыздыкбеков, Габит Абдимажитович
Габит Абдимажитович Сыздыкбеков (каз. Ғабит Әбдімәжитұлы Сыздықбеков, Ğabit Äbdımäjitūly Syzdyqbekov; род. 8 июля 1980, Чимкент, Чимкентская область, Казахская ССР, СССР) — казахстанский политик и дипломат. Посол Казахстана в Сербии (2019—2021). Аким города Шымкента (с 2023 года).

## Биография
Родился 8 июля 1980 года в городе Чимкенте. 
Происходит из подрода мангытай рода котенши племени конырат.
В 2001 году окончил Казахский государственный юридический университет по специальности юрист, в 2003 году — Дипломатическую академию МИД России по специальности международные отношения.
2004—2007 гг. — атташе Службы государственного протокола, третий секретарь департамента Европы и Америки, второй секретарь канцелярии министра иностранных дел Казахстана.
2007—2011 гг. — главный эксперт секретариата председателя Сената Парламента Казахстана, заведующий отделом по взаимодействию с комитетом по международным отношениям, обороне и безопасности аппарата Сената Парламента Казахстана.
2011—2012 гг. — начальник управления департамента Азии и Африки Министерства иностранных дел Казахстана (МИД РК).
2012—2017 гг. — советник посольства Казахстана во Франции.
2017—2018 гг. — советник департамента администрации и контроля МИД РК, советник председателя Сената Парламента Казахстана.
2018—2019 гг. — руководитель отдела по взаимодействию с комитетом по международным отношениям, обороне и безопасности аппарата Сената Парламента Казахстана.
Май — сентябрь 2019 г. — посол по особым поручениям МИД РК.
Сентябрь 2019 г. — июль 2021 г. — Чрезвычайный и Полномочный Посол Республики Казахстан в Республике Сербия.
Июль 2021 г. — февраль 2023 г. — первый заместитель руководителя канцелярии премьер-министра Казахстана.
Февраль — сентябрь 2023 г. — первый заместитель руководителя аппарата правительства Казахстана.
С 5 сентября 2023 г. — аким города Шымкента.

## Награды
- Орден «Парасат» (2024)[4]